# شهرداری تسالکا

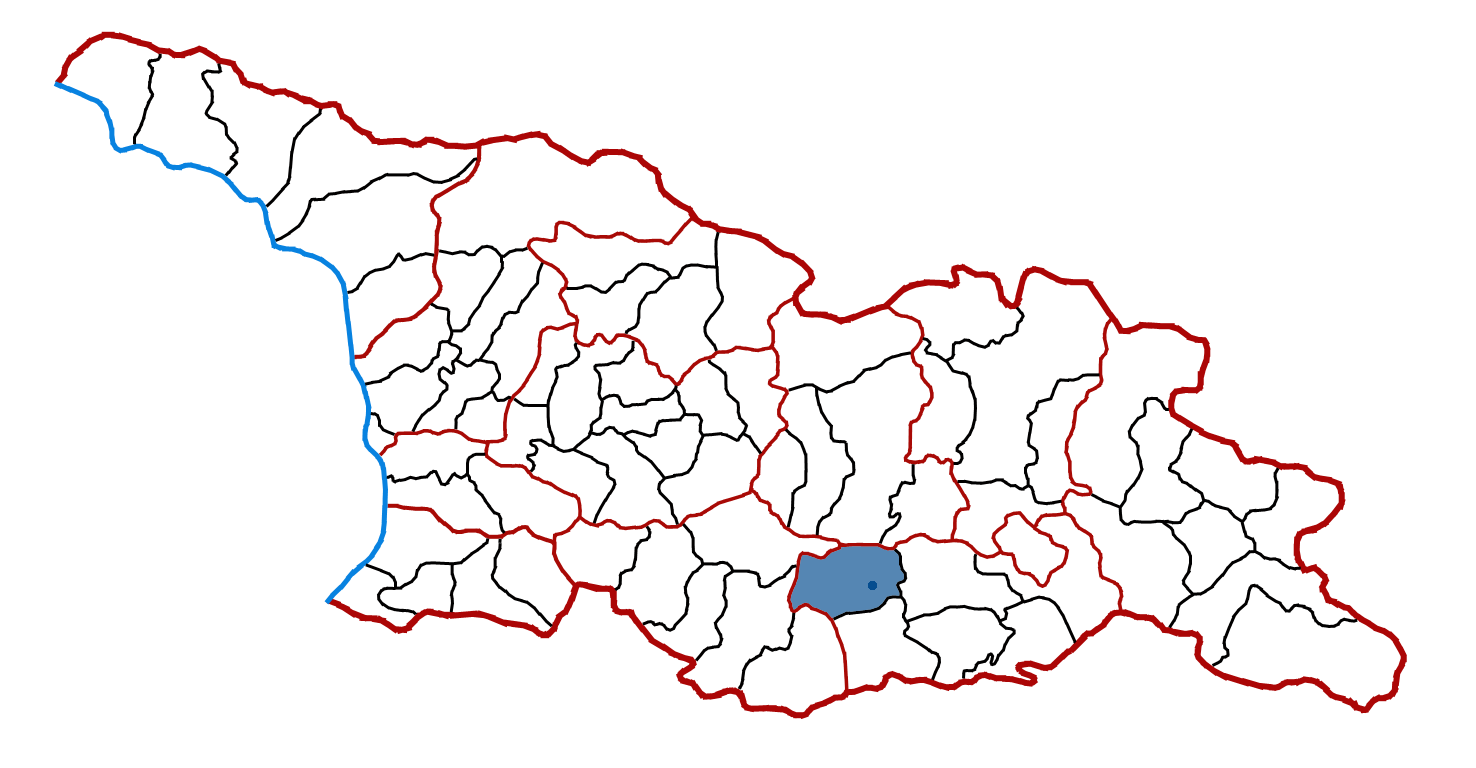
شهرداری تسالکا

شهرداری تسالکا (گرجی: წალკის მუნიციპალიტეტი) یکی از شهرداری‌های گرجستان در استان کومو کارتلی است. مرکز اداری آن تسالکا است.
جمعیت: ۲۰۸۸۸ (سرشماری ۲۰۰۲)
مساحت: ۱۰۵۱ کیلومتر مربع